# Pfaffendorf (Maroldsweisach)
Pfaffendorf ist ein Gemeindeteil des Marktes Maroldsweisach im unterfränkischen Landkreis Haßberge in Bayern.

## Geographie
Das Kirchdorf liegt im nordöstlichen Teil des Landkreises Haßberge im Weisachgrund. Durch den Ort führt die Bundesstraße 279 von Breitengüßbach nach Bad Neustadt an der Saale. Eine Straße verbindet Pfaffendorf mit Altenstein.

## Geschichte
Die erste Nennung war 1232 in der Teilungsurkunde des Würzburger Bischofs Hermann, in der Ebern von der Pfarrei Pfarrweisach getrennt wurde und unter anderem „phaffendorf“ bei der Mutterkirche verblieb. Die nächste Erwähnung folgte 1317 als Pfaffendorf. Der Ortsname geht wohl auf einen Geistlichen zurück, der das Dorf gegründet oder in Besitz genommen hatte. Im Jahr 1373 erhielt der Burgherr Heinz Humbrecht vom Würzburger Bischof das Gut und den Zehnt zu Pfaffendorf als Lehen und verkaufte das Anwesen 1405 an Wolfram von Stein. Die Geschichte Pfaffenhofs war die folgenden Jahrhunderte durch die Schlossherren geprägt. Gemäß einem Teilungsvertrag von 1497 zwischen den Brüdern Hartung und Heinz von Stein befanden sich damals im Ort ein Hof, zwei Selden, eine Schenkstatt und eine Mühle. Nach der Zerstörung der Burg Altenstein im Jahr 1632 begannen die Herren von Stein um 1634 mit dem Bau des Ostflügels des heutigen Schlosses. Pfaffendorf gehörte weiterhin zum Sprengel der Pfarrei Pfarrweisach und unterstand dem Amt der Altensteiner Vogtei. Im Jahr 1703 verlegten die Freiherren von Stein ihren Wohnsitz von der ruinösen Burg Altenstein in den alten Ostflügel des Schlosses. Ab Mitte des 18. Jahrhunderts bis 1763 ließen sie die Schlossanlage nach Plänen der fränkischen Baumeisterfamilie Dientzenhofer unter der Bauleitung von Michael Küchel zur jetzigen Gestalt ausbauen. 1793 wurde die erste Schulstelle eingerichtet. Der Unterricht fand anfangs im Schloss und später im aufgelassenen Gerichtsgebäude statt.
Bis 1848 hatte ein Patrimonialgericht seinen Sitz in der Gemeinde. 1859 starb mit Karl von Stein das letzte männliche Mitglied des Adelsgeschlechts und 1875 mit Marie Luise von Stein die Linie zu Altenstein aus. Der Graf Edmund von Linden erbte das Schlossanwesen. 1862 wurde die seit 1818 selbständige Ruralgemeinde Pfaffendorf in das neu geschaffene bayerische Bezirksamt Ebern eingegliedert. 1871 zählte der Ort 208 Einwohner und 38 Wohngebäude. Das Kirchdorf gehörte zum Sprengel der katholischen Pfarrei im dreieinhalb Kilometer entfernten Pfarrweisach. Die zuständige katholische Schule befand sich im Ort. Im Jahr 1900 hatte die Landgemeinde 162 Einwohner, von denen 89 katholisch waren, und 36 Wohngebäude. Die zuständige evangelische Pfarrei war im zwei Kilometer entfernten Altenstein und die evangelische Bekenntnisschule im eineinhalb Kilometer entfernten Junkersdorf.
Im Jahr 1897 wurde Pfaffendorf mit der Bahnstrecke Breitengüßbach–Maroldsweisach an das Eisenbahnnetz angeschlossen.
1898 kaufte Freiherr Adolf von Grunelius das Schloss und dessen Ländereien. Er verkaufte später große Wälder nach Junkersdorf und an den Pfaffendorfer Müller und schließlich das Schloss an das Institut der Englischen Fräulein von Aschaffenburg, das am 26. April 1925 einzog und ein Haushaltungspensionat einrichtete.
1925 zählte der Ort 213 Personen in 41 Wohngebäuden. 1950 standen in dem Pfarrdorf 44 Wohngebäude mit 336 Einwohnern.
1953 erwarb der Aschaffenburger Johannis-Zweig-Verein das 20 Hektar große Anwesen und übertrug es den Salesianern Don Boscos zur Errichtung eines Volksschulinternats, als Ersatz für das im Zweiten Weltkrieg zerstörte Aschaffenburger Knabenwaisenhaus mit Heimschule. 1967 wurde die bis dahin private Heimschule in eine Schule für Lernbehinderte und Erziehungsschwierige umgewandelt. Für ein neues Schulgebäude, Gruppenhäuser, Lehrerwohnungen und Sportstätten wurden alle Schlossnebengebäude abgebrochen. Der Würzburger Bischof Josef Stangl weihte am 6. Mai 1974 das völlig umgestaltete Dominikus-Savio-Heim ein.
Im Jahr 1970 zählte Pfaffendorf 410 1987 487 Einwohner sowie 90 Wohnhäuser mit 122 Wohnungen.
Am 1. Juli 1972 wurde der Landkreis Ebern aufgelöst und Pfaffendorf kam zum Haßberg-Kreis. Am 1. Juni 1976 folgte die Eingliederung des Ortes nach Maroldsweisach.
Am 27. Mai 1988 wurde auf der Bahnstrecke zwischen Ebern und Maroldsweisach der Personenverkehr eingestellt. Güterverkehr wurde bis zum 21. November 2001 durchgeführt. 2003 folgte die Stilllegung und der Rückbau der Gleise.
2017 befinden sich auf dem Schlossgelände das Jugendhilfezentrum Dominikus Savio, bestehend aus einem Heilpädagogischen Heim mit einer Tagesstätte, und das angegliederte Sonderpädagogische Förderzentrum mit der Dominikus-Savio-Schule.

## Baudenkmäler

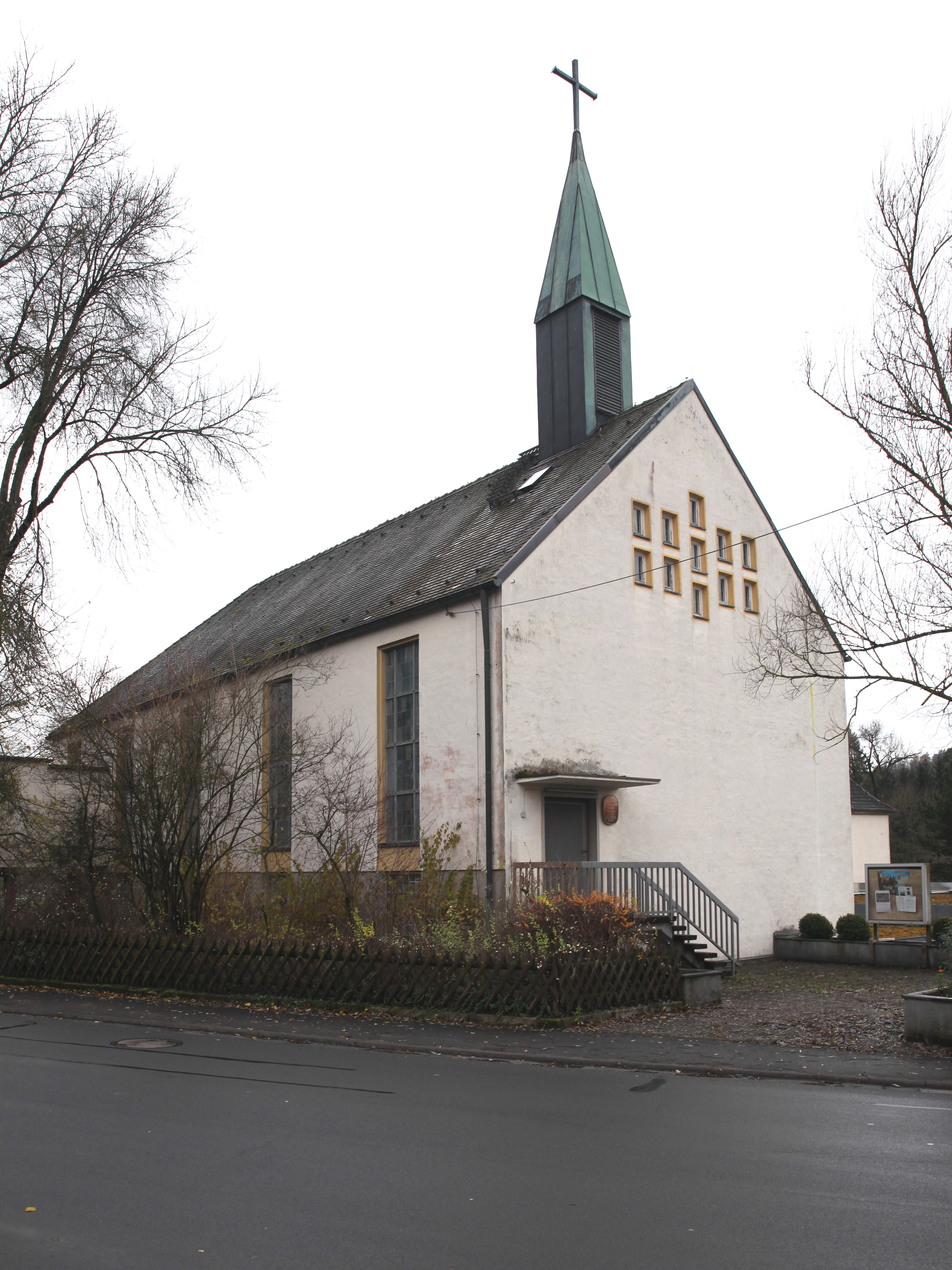
Katholische Heimkirche Dominikus Savio

Die der Mutter Jesu geweihte Dorfkirche, ein neubarocker Saalbau mit Walmdach und Dachreiter, entstand 1919 nach Plänen von Fritz Fuchsenberger und wurde 1920 geweiht.
Das Pfaffendorfer Schloss, eine zweigeschossige Dreiflügelanlage mit Walmdach und Werksteingliederungen, ist im Stil des Barocks im 17. Jahrhundert entstanden.
Die Dominikus-Savio-Kirche wurde 1956 nach Plänen der Bamberger Architekten Dietz und Rahm als Ersatz für die alte Schlosskirche errichtet und am 9. März 1957 durch den Würzburger Bischof Julius Döpfner geweiht. Die Kirche wurde nach der Profanierung im September 2020 im August 2021 abgebrochen. Das 28 Meter lange und 10 Meter breite Gotteshaus hatte einen eingezogenen halbrunden Chor und ein vierachsiges Langhaus mit einem schmalen, quadratischen Dachreiter. Der Innenraum wurde von einer hölzernen Faltdachkonstruktion überspannt.